# Bezpieczny seks
Bezpieczny seks – określenie odnoszące się do podejmowania pożycia seksualnego w sposób minimalizujący ryzyko przeniesienia chorób wenerycznych lub zajścia w ciążę, z zastosowaniem tzw. bezpiecznych zachowań seksualnych lub środków antykoncepcyjnych. Niektóre źródła sugerują, że właściwsze byłoby określenie bezpieczniejszy seks, aby zwrócić uwagę, że ryzyko się zmniejsza, ale nie jest zupełnie wyeliminowane.

## Środki stosowane w ramach bezpiecznego seksu
Jednym z najczęściej używanych środków antykoncepcyjnych jest prezerwatywa, która jako jedyna chroni przed chorobami wenerycznymi oraz zakażeniem HIV.

### Seks przez telefon, cyberseks i sexting
Aktywności seksualne, takie jak seks przez telefon, cyberseks i sexting, które nie obejmują bezpośredniego kontaktu ze skórą lub płynami ustrojowymi partnerów seksualnych, nie niosą ze sobą ryzyka zakażenia chorobami przenoszonymi drogą płciową, a zatem są formami bezpiecznego seksu.

### Prezerwatywy

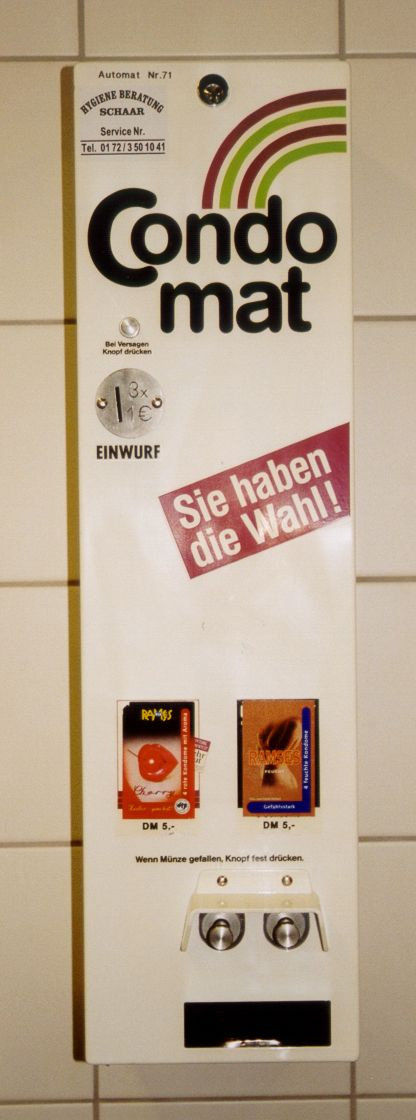
Automat z prezerwatywami

Stosowanie prezerwatyw w sposób prawidłowy i konsekwentny jest wysoce skuteczne w zapobieganiu zakażenia wirusem HIV. Zmniejsza również ryzyko przeniesienia zakażeń chlamydiowych, rzeżączki, rzęsistkowicy i innych przenoszonych drogą płciową. W badaniach wykazano silny związek pomiędzy wzrostem użycia prezerwatyw przy końcu lat 1980., a znaczącym spadkiem zachorowań na wszystkie choroby przenoszone drogą płciową do końca lat 1990.
Niekonsekwentne stosowanie prezerwatyw nie chroni natomiast przed tymi zakażeniami. Wśród niebezpieczeństw stosowania prezerwatyw wymienia się również możliwość przerwania samej gumy, jak i jej zsunięcia. Według niektórych badań deklarowany „breakage and slippery rate” (współczynnik przerwania i zsunięcia) sięga od 1,46% do 18,6%.

### Obrzezanie
Światowa Organizacja Zdrowia zaleca obrzezanie heteroseksualnych mężczyzn jako dodatkowy środek znacznie zmniejszający ryzyko zakażenia wirusem HIV

### Szczepienia
Szczepienie przeciwko wirusom WZW typu B i HPV jest sposobem na zapobieganie zakażeniu tymi wirusami. Celem uzyskania maksymalnej skuteczności zaleca się szczepienie przed inicjacją seksualną. Dostępna jest również szczepionka przeciwko WZW typu A, które może być przeniesione podczas wykonywania anilingus.

### Praktyki seksualne a ryzyko zakażenia HIV
Bardzo niskie ryzyko przeniesienia HIV wiąże się z wykonywaniem wzajemnej masturbacji – jeśli nie ma skaleczeń na rękach, jak również wrzodów lub zmian skórnych na genitaliach u któregoś z partnerów. Niskie ryzyko niosą ze sobą m.in.: fellatio (u mężczyzn: jako strony biernej – ryzyko 0,01%, jako strony czynnej – ryzyko 0,005%), anilingus, cunnilingus.

## Abstynencja seksualna
Według niektórych badań podstawowym elementem, który zmniejsza zachorowalność na AIDS (badania dotyczyły populacji Ugandy), jest zmiana postaw społecznych wobec seksu, dzięki promowaniu abstynencji i redukcji liczby partnerów seksualnych. Była to zasadnicza linia walki z chorobą przyjęta przez prezydenta tego kraju Yoweriego Museveniego, który szczególnie w pierwszej fazie ogólnonarodowej kampanii odrzucał prezerwatywę jako środek zabezpieczający przed HIV.
Istnieją jednak dowody na to, że stosowanie edukacji seksualnej opartej wyłącznie na abstynencji nie jest skuteczne. Programy edukacji seksualnej oparte wyłącznie na abstynencji okazały się nieskuteczne w zmniejszaniu wskaźników zakażeń wirusem HIV w krajach rozwiniętych i nieplanowanych ciąż.